# Ekinözü
Ekinözü (Cela en kurde) est une ville et un district de la province de Kahramanmaraş dans la région méditerranéenne en Turquie. Le 6 février 2023, la cité est touchée par un tremblement de terre de magnitude 7,5 faisant partie d'une série de séismes qui a dévasté le Sud de la Turquie et le Nord de la Syrie.